# Erna Björk Sigurðardóttir
Erna Björk Sigurðardóttir, född 24 juli 1982, är en isländsk fotbollsspelare. Hon spelar i och är lagkapten för Breiðablik. Hon spelar också i Islands landslag. 

## Meriter
- Isländsk mästare: 3 gånger
- Isländsk cupmästare: 3 gånger

### Utmärkelser
- Uttagen i isländska högstaligans "Pressens lag" tre gånger
- Framröstad som bästa spelare i Breiðablik 2003 och 2006

## Fotnoter
1. ↑  Antalet matcher och mål endast från och med 2001